# Tasha & Tracie
Tasha e Tracie é uma dupla de rappers brasileiras formada pelas irmãs gêmeas Tasha Okereke e Tracie Okereke, que atuam na arte, moda, ativismo e musica.
Tasha & Tracie unem o rap com o funk em suas canções e abordam diversos temas ligados a cultura negra, vivência periférica, sexo e ostentação, falando sobre moda, confiança e autoestima.
A ascensão começou com o lançamento do EP Rouff (2019) e se consolidaram com o EP Diretoria (2021). A boa repercussão do disco rendeu convite para participarem dos álbuns de Ludmilla, Djonga, Gloria Groove: Vilã (2023), Lady Leste (2022) e O dono do lugar (2022), respectivamente.
Antes de se lançarem MC's, já foram camelô, trabalharam em telemarketing, em loja de shopping, em restaurante e tinham um blog chamado Expensive $h1t, sobre a valorização da autoestima e da autonomia de jovens negros da periferia por meio de conhecimento, arte e moda. Além de MC's, atuam/e já atuamcomo DJ'S, colunistas, diretoras de arte, estilistas, designers e palestrantes. São criadoras do movimento it favela, do blog expensive $hit e do coletivo MPIF.

## Biografia
Tasha Okereke e Tracie Okereke cresceram no Jardim Peri, na Zona Norte de São Paulo, são filhas de Roseane Aparecida do Nascimento e de James Okereke. Okereke é um sobrenome de origem africana, vindo do pai que é nigeriano, já a mãe delas, é brasileira.  Ambos foram presos em momentos diferentes por motivos não revelados, o que fez com que as meninas alternassem entre as casas deles, na infância. Também houve um período em que a mãe, com quem passaram a maior parte dessa fase da vida, mudou-se para outra cidade e elas, já adolescentes, tiveram que se sustentar. Trabalharam em loja, restaurante e telemarketing. Aos 17 anos, já moravam sozinhas e precisavam trabalhar para pagar o aluguel.
Irmãs do Bitrinho, um dos fundadores da Batalha do Santa Cruz, as irmãs ainda muito jovens começaram a frequentar uma das batalhas de rima mais importantes da cena de rap paulistana, responsável por revelar nomes como Projota, Emicida e Rashid. Só que não necessariamente para rimar. Tímidas na época, conheceram Drik Barbos e foram incentivadas pela rapper a começarem o blog "Expensive $hit".
Em janeiro de 2014 aos 17 anos criaram o blog "Expensive $hit". Sem internet em casa, elas usaram o computador de um tio para começar. Para subir os arquivos, usavam lan houses e casas de amigos. No blog falavam sobre moda a partir de uma perspectiva periférica visando a valorização da autoestima e da autonomia dos jovens negros, por meio de conhecimento, arte, moda e informação. Produziam não só textos mas também os próprios editoriais de moda. O blog foi um sucesso, rendeu visibilidade de grandes marcas como Avon, i-D e UOL, em 2015 chamaram atenção do Dapper Dan, estilista do Harlem, de Nova York, conhecido por introduzir a alta costura no universo do hip-hop. O nome do blog veio do disco homônimo do Fela Kuti, lançado em 1975. Levando o lema: “Somos arte, rua, África e não damos a mínima pras suas etiquetas”, conceito criado por elas e que difunde a moda urbana como forma de expressão, resistência e criatividade.
Com o sucesso do blog foram as primeiras brasileiras a figurar o portal “Afropunk”, também participaram da versão brasileira da websérie da I-D “Beyond the Beauty With Grace Neutral”. Além disso, através de uma votação popular via internet foram as vencedoras do concurso  “Melissa Meio-Fio”, promovido pela marca de calçados Melissa. Após essa conquista organizaram um desfile com suas criações próprias inspiradas nos orixás do Candomblé. A ação foi documentada e virou exposição no Festival Internacional de Arte de São Paulo, o SP-Arte 2017. Depois participaram da campanha “RevolutionAirs”, da multinacional Nike, ao lado de nomes como Rafaela Silva, Karol Conka e Preta Gil.

## Carreira Musical

### Início
Com 16 anos, frequentavam a Batalha da Santa Cruz, um espaço aberto para rimas na saída do Metrô Santa Cruz. Ali, assistiam mulheres que viraram suas referências. Mas como precisavam de dinheiro, não tinham condições de começarem a carreira com rimas, conforme gostariam. Começaram então na discotecagem, e aprenderam tudo sozinhas sem os equipamentos necessários e sob olhares julgadores. E, graças à curadoria musical da dupla, deu certo. Enquanto o set das irmãs fazia sucesso na noite, elas se preparavam para se tornarem MCs. Desde pequenas tinham a certeza de que queriam fazer música, mas, por respeito ao Hip Hop, não tinham coragem. Pois passaram a ter e ali, enxergavam o que o trabalho delas tinha para oferecer ao movimento.
As Gêmeas univitelinas foram se tornando cada vez mais e mais conhecidas na cena underground de SP, por iniciarem no rap nacional como DJs,e se dedicarem a outras áreas como diretoras de arte, designers e palestrantes, se auto denominando como “ativistas periféricas”. Até assinarem com o selo Ceia ent. e finalmente estrearem como MCs, lançando o primeiro projeto musical "Cachorra Kmikze", logo em seguida o aclamado EP “Rouff" foi lançado, em parceria com a rapper Ashira. O EP chegou a um milhão de streamings.
Em 2020 lançaram a canção "Tang" em parceria com o rapper Kyan, que mais tarde viralizou na rede social TikTok. Ao longo de 2020 lançaram as canções "Pouco", "Agouro" e "Salve", ocupando cada vez mais espaço no cenário musical.

### 2021-2022: Diretoria e reconhecimento nacional
Em 2021, as gêmeas se consagram ao lançarem seu segundo EP “Diretoria”. Composto por 6 faixas produzidas por Pizzol, MU540, CESRV, DJ MF e Devasto, direção artística de DonCesão e lançado pelo selo Ceia Ent. Além de participações de ONNiKA, Yunk Vino, Febem e Veigh. O álbum é uma fusão entre o rap e funk e fala sobre vivências, conquistas e autoestima de mulheres pretas da periferia. O álbum biográfico passa por temas que vão desde a criação do blog até a ascensão social das artistas. O nome do EP, além de remeter à estrutura das escolas de samba, é uma menção à música homônima do MC Primo. O EP foi reconhecido e concorreu na categoria “Disco do Ano” pela premiação APCA (Associação Paulista dos Críticos de Arte). Ainda em 2021, tiveram duas vezes seus rostos estampados em dois dos telões mais famosos do mundo: Duas vezes na Times Square e uma em Los Angeles. A primeira foi uma ação foi feita pelo Youtube Music com a finalidade de celebrar as vozes negras e a outra foi uma ação promocional do Spotify Radar. Também foram selecionadas pelo #YouTubeBlackVoices e indicadas para o prêmio MTV Miaw 2021 na categoria Beat BR.
Em 2022, a dupla foi indicada para diversas premiações dentre elas venceram a categoria "Revelação" do prêmio WME Awards by Music2 e Cantora Revelação do Prêmio Geração Glamour, foram as únicas brasileiras indicadas para o BET Hip Hop Awards 2022 na categoria "Melhor Flow Internacional”, bem como foram indicadas ao Prêmio Multishow 2022 nas categorias "Dupla do ano" e “Revelação do Ano”. Em abril de 2022, estamparam a capa da revista Elle.  Em fevereiro, chamaram a atenção do público ao participarem do novo álbum da cantora Gloria Groove, “Lady Leste“. As irmãs dividiram os vocais com Glória em “Pisando Fofo”. Em agosto, anunciaram a saída do selo Ceia Ent. para seguirem carreiras independentes na música com a própria empresa “Expensive Shit”. No mesmo ano as irmãs se apresentaram no palco do Rock in Rio  e em importantes festivais, como Primavera Sound, CENA 2K22, Coala Festival e o Rock the Mountain.

### 2023-presente: Yin Yang e futuro debut álbum
Em 2023, as rappers anunciaram a criação de um selo, o próprio estúdio e o lançamento de dois novos álbuns. O primeiro, seguindo a tendencia do single "Willy" será de love songs e chega às plataformas ainda no primeiro semestre. Já o segundo será mais denso e falará sobre a história da dupla. Em fevereiro de 2023, lançaram em parceria com a cantora Ludmilla, a canção "Sou Má".
Ainda em 2023 na época de Dia dos Namorados, a dupla Tasha & Tracie se juntou com seus parceiros, Kyan e Gregory, para lançar o EP Yin Yang. Ying Yang entrega seis faixas e foi feito com a colaboração dos respectivos namorados. O EP foi produzido por Caio Passos, Lex-T, DJ Saze, Pizzol e Mu540, produtores que trabalharam com as irmãs anteriormente. Yin Yang é o que seria o projeto "Immature", onde elas falam sobre sentimentos, um projeto mais pessoal, trazendo vivências, histórias e amor.
A obra, de acordo com o comunicado emitido pela dupla, expressa tanto as polaridades quanto as similaridades existentes nas relações entre os casais – daí o título.  “Esse projeto é muito importante porque simboliza as nossas pazes, minhas e da Tasha, com o estúdio e a importância de nossos parceiros nesse processo”, contou Tracie. “A gente passou por várias coisas que nos fizeram pensar em parar de fazer música e nos bloquearam criativamente a gente achou que não ia conseguir criar mais nada. Perdemos nossa auto estima como artistas e nossos parceiros fizeram a gente acreditar de novo em nós mesmas e recomeçarmos do zero”, explicou Tracie
“Ying Yang”, de acordo com a dupla, antecede o primeiro álbum de estúdio, ainda sem data para chegar.

## Moda
As irmãs começaram a carreira na moda. No início, por causa da vida simples seus pais não tinham condição de comprar roupas para elas, sendo assim aprenderam a garimpar suas roupas em brechós e transformá-las de acordo com as suas ideias e gostos pessoais. A partir daí, as duas idealizaram um projeto de vida e um modelo próprio de negócio que tem como meta a emancipação e a valorização da cultura negra e periférica.

## Discografia

### Extended plays(EPs)
| Título    | Detalhes do álbum                                                                                                   |
| --------- | --- |
| Rouff     | - Lançamento: 20 de outubro de 2019 - Formato(s): Download digital - Gravadora(s): Ceia Ent                         |
| Diretoria | - Lançamento: 19 de agosto de 2021 - Formato(s): Download digital - Gravadora(s): Ceia Ent                          |
| Yin Yang  | - Lançamento: 8 de junho de 2023 - Formato(s): Download digital - Distribuidora: Altafonte & Altafonte Music Rights |

### Singles

#### (Como artistas principal e com videoclipe)
- Cachorra Kmikze ft. Ashira (2019)
- E.D.B.B ft. Ashira  (2019)
- Tang ft. Kyan e Mu540 (2020)
- Poco (2020)
- Agouro (2020)
- Salve feat. Pizzol  (2020)
- Suv feat. Yunk Vino (2021)
- Diretoria (2021)
- Willy (2022)

#### Como artistas convidadas
- O Que Ela Quiser com Felipe Flip e NIKO IS
- Área de risco com Febem
- Pisando Fofo com Gloria Groove
- Cerol Finin com Uclã

- SP Nights com Hyperanhas
- Inabaláveis com Ananda, Mariah, Mika e Thai Flow
- Freestyle 2022 com Cjota, DaLua, OS NANA, Rudies Flacko, MC PH, KYAN Dow Raiz
- Fenda com Cypher
- Enquanto ela Rebola com Orochi e Hyperanhas
- Até sua alma com Djonga

- Sou Má com Ludmilla
- Combate com MC Luanna e 808 luke

## Prêmios e indicações
| Ano  | Prêmio                                     | Indicação                                                   | Resultado | Ref.   |
| ---- | ------------------------------------------ | ----------------------------------------------------------- | --------- | ------ |
| 2021 | MTV Miaw 2021                              | Beat BR                                                     | Indicada  | [ 53 ] |
| 2022 | WME Awards                                 | Revelação                                                   | Venceu    | [ 37 ] |
| 2022 | BET Hip Hop Awards 2022                    | Melhor Flow Internacional                                   | Indicada  | [ 39 ] |
| 2022 | Prêmio Multishow de Música Brasileira 2022 | Dupla do Ano                                                | Indicada  | [ 41 ] |
| 2022 | Prêmio Multishow de Música Brasileira 2022 | Prêmio Multishow de Música Brasileira para Revelação do Ano | Indicada  | [ 41 ] |
| 2022 | Prêmio Geração Glamour                     | Cantora Revelação                                           | Venceu    | [ 38 ] |